# Amafrocol
Amafrocol es la Asociación de Mujeres Afrocolombianas conocida por su festival Tejiendo Esperanzas y por reivindicar las etnias afrodescendientes de Colombia.